# Ян Каменецький (гетьман)
Ян Каменецький (пол. Jan Kamieniecki; близько 1463 — 1513) — польський шляхтич. Польний гетьман коронний 1505–1509, придворний королів Яна I Ольбрехта і Олександра Яґеллончика, староста белзький, буський, холмський і городельський (1502), каштелян львівський (1508).

## Біографія
Народився близько 1463 року. Син каштеляна сяноцького Генріха Андреаса Кам'янецького (1430—1488) і Катажини з Пеньонжкова. Мав братів: Миколая, Генріха, Станіслава, Клеменса, Марціна і трьох сестер.
Після брата Генрика (староста белзький, загинув 23 серпня 1494 в битві з татарами під Вишнівцем) став старостою белзьким, вперше згаданий 25 травня 1495. 28 серпня 1499 вперше згаданий як буський староста. 1497 р. — брав участь у невдалому військовому поході польського короля Яна I Ольбрахта на Молдавію.
Мав прихильність короля Олександра Ягеллончика; позичав йому гроші. 24 березня 1502 р. отримав від нього зобов'язання повернути до 16 квітня 1503 р. 1900 флоринів, у випадку несплати король мав надати йому Буськ та Лопатин у Белзькому воєводстві. 20 травня 1505 король надав пожиттєво Лопатин з 8-ма селами з умовою будівництва протягом 4-х років дерев'яного замку «z izbicami» в Лопатині між Стиром і лопатинськими болотами. 16 листопада 1503 отримав від короля доручення відбудувати знищену татарами «форталіцію» в Буську, наказ був поновлений у січні 1504 з обіцянкою повернення коштів. 23 липня 1504 отримав від короля село Богородчани, конфісковане у Грицька Креховецького, який під час молдовської окупації Покуття перейшов на сторону господаря Штефана III.
У 1506 (25 вершників; у вересні місяці) і 1509 роках брав участь у двох кампаніях під проводом свого старшого брата — великого гетьмана коронного Миколая Каменецького на Молдавію. В 1507 році завдав поразки татарам біля Воронова (тепер Сокальський район); командував корогвою вершників під загальною командою Богуміла Чурніна, після якого у 1508 році став командиром оборони поточної з титулом гетьман («лат. campiduktor»). Після нападу буджацьких татар на Волинь за намовою Міх. Глинського мав 500 вершників, взнав про напад 23 липня, був поблизу Меджибожа. Об'єднався з відділами старост: вінницького — Романа — та брацлавського — Андрія Сангушків та навколишньою шляхтою, вирушив доганяти татар «Чорним шляхом». Того дня догнав їх під Красиловом (біля Воронового городища), було вбито коло 2000 нападників. У 1505–1509 роках мав посаду польного гетьмана коронного. Один з головних керівників оборони тодішніх південних польських кордонів.
У 1509 році (між 21 лютого і 28 березня) був призначений каштеляном львівським, командування обороною поточною передав Яну Творовському. Командував обороною поточною у першому кварталі 1509, маючи ледве 700 коней. Остання його військова справа — участь у молдавській виправі Миколая Камєнєцкого 1509 р.
Згідно епітафії в каплиці св. Миколая катедри на Вавелі помер на 50 році життя в першій половині 1513 р.

### Сім'я
Був одружений з Анною Бучацькою — дочкою Пйотра Бучацького (внучкою Міхала Бучацького) з Чешибісів (які отримав як віно). В шлюбі народились:
- Миколай (пом. 1519) — наприкінці червня 1513 р. призначений на праві «доживоття» буським старостою; помер бездітним
- Катажина — дружина гетьмана найманців Якуба Сецигньовського, який став буським старостою після смерті швагра
- Ганна — дружина: 1) каштеляна малогоського Станіслава Вспінка з Бондкова; 2) сандомирського воєводи Яна Тенчинського
- Беата Малґожата — дружина Миколая Святоплука-Болестрашицкого